# Операция «Гнейзенау»
Операция «Гнейзенау» или Сражение на реке Ма (Мац) (фр. Bataille du Matz) — частная военная операция 18-й армии, проводившаяся с 9 по 13 июня на участке фронта между Мондидье и Нуайоном во время немецкого генерального наступления весной 1918 года.
С целью устранить угрозу правому флангу 7-й армии в районе Суассона и спрямить фронт между выступами у Амьена и Шато-Тьерри германское командование предприняло 9 — 13 июня наступление 18-й армии на реке Уаза в общем направлении на Компьен. На этот раз германцам не удалось создать значительного численного превосходства. Двадцати одной дивизии 18-й армии противостояли на 33-километровом фронте от Мондидье до Нуайона 15 дивизий и 4 танковые группы (160 танков) 3-й французской армии.
Подготовка наступления велась немцами спешно и без соблюдения необходимых предосторожностей. Воздушная разведка французов неоднократно доносила о передвижениях войсковых колонн и создании складов боеприпасов в германском тылу. Данные разведки подтверждались показаниями пленных. В предвидении германского удара французское командование, учтя опыт майских боев, начало перевод основной массы войск 3-й армии на вторую позицию и отдало необходимые распоряжения о проведении артиллерийской контрподготовки.
9 июня в 4 часа 20 минут, после трёхчасовой артподготовки (30 батарей на километр, при этом большая часть — тяжелая артиллерия со снарядами с отравляющими веществами), германская пехота перешла в наступление и в течение первых двух дней вклинилась во французское расположение на 10 км, заняв Рессон, Рибекур, Меликок. До Компьена оставалось всего 7 км. Французским войскам пришлось отступить за Уазу и реку Ма (Мац).
Однако утром 11 июня четыре французские дивизии генерала Ш. Манжена при поддержке танков контратаковали противника во фланг по фронту от 10 до 12 км в направлении на восток и несколько оттеснили его назад. 13 июня наступление 18-й германской армии прекратилось, не достигнув поставленной задачи. Потери немецких войск с 9 июня составили 25 тысяч человек, французов — около 40 тысяч.
В результате весеннего наступления общее стратегическое положение германских войск на Западном фронте ухудшилось. К выступам у Амьена и во Фландрии прибавился теперь еще и выступ на Марне, что значительно увеличивало общую протяженность фронта и требовало больших сил для его удержания. Кроме того, наличие выступов обеспечивало союзникам удобные исходные районы для контрударов во фланги германских войск.